# Ali MacGraw
Ali MacGraw (Pound Ridge (New York), 1 april 1939) is een Amerikaans actrice. Ze begon haar carrière als assistent-fotograaf voor het blad Harper's Bazaar en werkte daarna als model voor de camera.
Ze kreeg bekendheid door haar film Goodbye Columbus uit 1969 en werd wereldwijd beroemd toen ze in 1970 een Oscarnominatie kreeg voor haar hoofdrol in Love Story. Vijftig jaar later volgde een ster op de Hollywood Walk of Fame.
Ze trouwde met studiobaas en filmproducent Robert Evans in 1969, maar scheidde van hem in 1972. Het jaar erop trouwde ze met Steve McQueen, die ze leerde kennen door hun samenwerking in The Getaway (1972). Ook deze relatie eindigde in een scheiding (1978).
MacGraw verscheen in films als Convoy (1978 met Kris Kristofferson), Players, Just Tell Me What You Want en in de televisie miniseries China Rose en The Winds of War.
In 1984 voegde ze zich bij de cast van Dynasty als Lady Ashley Mitchell en speelde 14 afleveringen mee, tot het einde van het vijfde seizoen.